# Come trattare gli altri e farseli amici
Come trattare gli altri e farseli amici (How to Win Friends and Influence People) è un libro di auto-aiuto del 1936 scritto da Dale Carnegie. Il libro ha venduto più di 30 milioni di copie in tutto il mondo, divenendo uno dei libri più venduti al mondo di tutti i tempi.
Carnegie teneva corsi di formazione aziendale a New York a partire dal 1912. Nel 1934 Leon Shimkin della case editrice Simon & Schuster seguì uno dei corsi di Carnegie sulle relazioni umane e su come parlare in pubblico. Successivamente, Shimkin ottenne il consenso di Carnegie affinché uno stenografo prendesse delle note del corso, in maniera tale che queste potessero successivamente essere adattate per la pubblicazione. Le prime cinquemila copie del libro vendettero così bene che il libro venne ristampato in 17 edizioni soltanto durante il primo anno di pubblicazione.
Nel 1981 fu pubblicata un'edizione rivisitata, con un linguaggio e degli aneddoti aggiornati. L'edizione rivisitata contiene un numero ridotto di capitoli, da sei a quattro, con l'eliminazione dei capitoli riguardanti il come scrivere lettere commerciali efficaci e come migliorare la soddisfazione coniugale. Questa edizione aggiornata fu tradotta e pubblicata in Italia da Bompiani nel 1986 e viene tuttora rivista e pubblicata regolarmente.

## Contenuti
L'edizione moderna di Bompiani di Come trattare gli altri e farseli amici è suddivisa nelle seguenti parti:
- Nove consigli per utilizzare al meglio questo libro
- Tecniche fondamentali per trattare con la gente
- Sei modi per farsi benvolere
- Come convincere il prossimo a condividere le vostre opinioni
- Essere un leader: come far cambiare opinione agli altri senza offendere e suscitare risentimenti

L'edizione originale del 1936 conteneva due capitoli aggiuntivi su come creare lettere che producessero risultati miracolosi e su sette regole per avere una vita più felice a casa.

## Origini
Dale Carnegie avviò la sua carriera tenendo corsi notturni alla YMCA di New York, svolgendo successivamente corsi anche alla YMCA di Philadelphia e a quella di Baltimore. In seguito, insegnò in maniera indipendente presso hotel a Londra, Parigi, New York, Boston, Philadelphia e Baltimore, scrivendo dei piccoli opuscoli che accompagnavano i suoi corsi. Al termine di uno dei suoi corsi di 14 settimane, venne approcciato dall'editore Leon Shimkin della casa editrice Simon & Schuster. Shimkin chiese a Carnegie di scrivere un libro, ma quest'ultimo non cedette, inizialmente, alla richiesta. Shimkin, quindi, assunse uno stenografo affinché trascrivesse una delle lezioni di Carnegie e presentò la trascrizione a Carnegie stesso, il quale la revisionò fino a trasformarla nel libro pubblicato.
Per promuovere il libro, Shimkin inviò cinquecento copie agli studenti che avevano seguito il corso di Dale Carniege, indicando tramite una nota l'utilità che il libro poteva avere nel rinfrescare la memoria degli studenti. Le cinquecento copie inviate portarono all'ordine di altre cinquemila copie del libro, tanto che la Simon e Schuster dovette immediatamente aumentare l'ordine di stampa di milleduecento copie. Shimkin acquistò anche un'intera pagina del New York Times per promuovere il libro, aggiungendo delle citazioni di Andrew Carnegie e John Davison Rockefeller sull'importanza dei rapporti umani.
Il libro raggiunse la lista dei best seller del New York Times in meno di un anno e restò nella lista per i successivi due anni.

## Eredità
- Warren Buffett ha frequentato il corso Dale Carnegie "How to Win Friends and Influence People" quando aveva 20 anni e tutt'oggi possiede il diploma nel suo ufficio.[4]
- Si dice che il libro abbia influenzato notevolmente la vita dell'attrice televisiva e cinematografica Donna Reed . Il libro le fu dato come libro da leggere dal suo insegnante di chimica del liceo Edward Tompkins nel 1936, quando frequentava il secondo anno della Denison High Shool. Dopo averlo letto, vinse il ruolo di protagonista nella recita scolastica, fu votata Campus Queen e fu tra i primi 10 del suo anno di diploma.[5]
- Charles Manson ha usato ciò che ha appreso dal libro in prigione per manipolare le donne affinché uccidessero per suo conto.[6]